# Strategy (EP)
"STRATEGY"는 대한민국의 걸 그룹 트와이스의 14번째 익스텐디드 플레이이다. 2024년 12월 6일 JYP 엔터테인먼트와 리퍼블릭 레코드를 통해 발매되었다. 미국의 래퍼 메건 디 스탤리언이 피처링한 그룹의 네 번째 영어 싱글 "Strategy"를 포함하여 7개의 트랙으로 구성되어 있다. 이 음반은 일렉트로팝, R&B,버블검 팝  등이 혼합하여 '80년대 스타일과 Y2K 사운드'를 섞었다. 대한민국 써클 앨범 차트에서 1위, 미국 빌보드 200에서 4위를 차지했다.

## 배경
2024년 트와이스는 2월 23일 13번째 한국 EP인 "With You-th"를 발매했다. 해당 음반은 트와이스의 음반 중에서 미국 빌보드 200에서 1위를 차지한 최초의 음반이 되었다. 이어서 7월 17일에는 다섯 번째 일본 정규 음반인 Dive를 발매했다.
10월 20일 트와이스는 데뷔 9주년을 기념하여 "Home 9round"라는 팬 미팅을 개최하며 미공개 곡 "Sweetest Obsession"을 선보였고, 12월 6일 발매 예정인 14번째 EP 'Strategy'를 발표했다. 10월 25일, 트와이스는 미국 래퍼 메건 디 스탤리언의 "Mamushi" 리믹스에 피처링으로 참여했으며, 메건의 세 번째 스튜디오 앨범 Megan의 디럭스 재발매 음반인 Megan: Act II에 수록되었다. 이어 메건 디 스탤리언이 'Strategy'에 수록된 동명 리드 싱글 "Strategy"에 피처링으로 참여할 것이라고 발표되었다. 11월 21일 트와이스는 Amazon Music Live의 헤드라이너로 나서며 쇼에서 "Strategy"를 선공개했다.

## 홍보
12월 4일 트와이스는 건국대학교 새천년관에서 팬들을 위한 프리미어 이벤트를 개최하여 EP 수록곡들을 소개했다. 이 행사에서 그들은 "Strategy" 뮤직비디오를 상영하고 "Magical"을 처음으로 공연했다. EP 홍보를 위해 트와이스는 12월 6일 음악 프로그램 뮤직뱅크에서 "Strategy"를 공연했다. 같은 날, 그들은 심야 음악 토크쇼 더 시즌즈: 이영지의 핑계고에서 "Strategy"를 공연했으며, 진행자 이영지가 메건 디 스탤리언의 랩 부분을 불렀다. 트와이스의 음악 프로그램 홍보 계획은 쇼! 음악중심과 인기가요가 윤석열 대한민국 대통령의 계엄령 선포와 그에 따른 탄핵 표결로 인해 취소되면서 단축되었다. 트와이스의 사전 녹화된 쇼! 음악중심 공연은 12월 15일에 방송되었고, 같은 날 인기가요에서도 공연했다.

## 구성
그룹의 일반적인 버블검 팝 사운드와 일렉트로팝 및 R&B를 혼합하며 스타일의 변화를 보여준다. 새로운 장르를 실험하면서도, 그들은 여전히 클래식 팝의 뿌리에 충실한 트랙을 포함하여 신선한 아이디어와 익숙함을 균형 있게 조화시킨다. 'Strategy'의 사운드는 시대를 넘나든다. 일부 트랙은 "빈티지 청춘 영화 사운드트랙"에서 바로 나온 듯한 경쾌한 '80년대에서 영감을 받은 팝'을 담고 있다. 다른 한편으로, "Like It Like It"과 "Sweetest Obsession"과 같은 트랙은 Y2K 향수를 불러일으키며 그룹의 사운드를 2000년대 초반으로 밀어 넣는다.

## 비평적 평가
| 전문가 평가 | 전문가 평가 |
| 평가 점수   | 평가 점수   |
| 출처        | 점수        |
| ----------- | ----------- |
| NME         | [ 21 ]      |
| 올뮤직      | [ 22 ]      |

NME의 리안 데일리는 이 음반에 별 5개 중 4개를 주며 80년대와 Y2K 팝의 영향을 받았다고 평가했다. 그녀는 이 음반을 활기차고 "발랄한" 음반으로, "유혹과 로맨스의 가능성이 어떤 문제도 해결할 수 있는 세상"에서 일어나는 일이라고 묘사했다. 데일리는 그녀의 리뷰를 마무리하며 "함께 10년째를 맞이하는 트와이스는 여전히 엄청나게 높은 곳을 날고 있다"고 썼다. 올뮤직의 마시 도넬슨은 이 음반에 별 5개 중 3.5개를 주며, 이 음반이 "댄스 파티를 계속 이어간다"고 썼고, "애정과 역량을 균형 있게 맞춘 활기차고 그루브 중심의 팝 트랙"을 칭찬했다.

## 상업적 성과
'Strategy'는 2024년 12월 7일까지 대한민국 써클 앨범 차트에서 80만 장 이상 판매되어 1위를 차지했다. 미국에서는 음반 데이터 추적 기업 루미네이트가 보고한 바에 따르면, 이 EP는 88,000 동일 음반 단위로 빌보드 200에서 4위로 데뷔했다. 이 중 81,000장은 순수 판매량이었고, 6,500장은 스트리밍 등가 단위였으며, 500장 미만은 트랙 등가 단위였다. 'Strategy'는 여섯 번째로 10위 안에 든 트와이스의 음반이 되었다.

## 곡 목록
| #            | 제목                                      | 작사                                                          | 작곡                                              | 편곡                | 재생 시간 |
| ------------ | ----------------------------------------- | ------------------------------------------------------------- | ------------------------------------------------- | ------------------- | --------- |
| 1.           | 〈Strategy〉 (featuring 메건 디 스탤리언) | 보이 매튜스 클레오 타이그 메건 피트                           | 이어택 매튜스 타이그 이우현                       | 이어택 이우현       | 3:22      |
| 2.           | 〈Kiss My Troubles Away〉                 | 로렌 아퀼리나 알베르트 스태내지 라이언 마론                   | 아퀼리나 스태내지 마론                            | 마론 더 임포츠      | 2:54      |
| 3.           | 〈Like It Like It〉                       | 유라 (Full8loom) 채리 (153/줌바스) 라이진 (153/줌바스) 이형석 | 가브리엘 벤자민 소피아 퀸                         | G. 벤자민           | 3:03      |
| 4.           | 〈Sweetest Obsession〉                    | 금루나 (Lalala Studio)                                        | 로렌 라루 브랜든 벤자민 잔세이                    | B. 벤자민 잔세이    | 2:47      |
| 5.           | 〈Keeper〉                                | 다현                                                          | 레이첼 웨스트 말리아 시베츠 배리 코헨 롭 그리말디 | 진저브레드 그리말디 | 2:36      |
| 6.           | 〈Magical〉                               | 요한 프랑손 오텀 마리 부이시                                  | 프랑손 부이시 올리버 룬드스트롬                   | 프랑손 룬드스트롬   | 3:16      |
| 7.           | 〈Strategy〉                              | 매튜스 타이그                                                 | 이어택 매튜스 타이그 이우현                       | 이어택 이우현       | 2:47      |
| 총 재생 시간 | 총 재생 시간                              | 총 재생 시간                                                  | 총 재생 시간                                      | 총 재생 시간        | 20:45     |

## 참여 인원
음악가
- 트와이스 – 보컬, 백 보컬 (트랙 1, 7)
- 이어택 – 모든 악기 (트랙 1, 7)
- 이우현 – 모든 악기 (트랙 1, 7)
- 김종성 – 기타 (트랙 1, 7)
- 쇼렐 – 백 보컬 (트랙 1, 7)
- 라이언 마론 – 드럼 프로그래밍, 기타, 신시사이저 프로그래밍 (트랙 2)
- 더 임포츠 – 드럼 프로그래밍, 키보드 (트랙 2)
- 알베르트 스태내지 – 피아노 (트랙 2)
- 소피아 패 – 백 보컬 (트랙 2, 4–6)
- C'Sa – 백 보컬 (트랙 3)
- 진저브레드 – 드럼, 프로그래밍, 신시사이저 (트랙 5)
- 롭 그리말디 – 드럼, 프로그래밍, 신시사이저 (트랙 5)
- 요한 프랑손 – 베이스 프로그래밍, 드럼 프로그래밍, 키보드, 현악 편곡 (트랙 6)
- 올리버 룬드스트롬 – 키보드, 추가 프로그래밍 (트랙 6)

기술
- 권남우 – 마스터링
- 신봉원 – 애트모스 믹싱 엔지니어링
  - 박남준 – 애트모스 믹싱 엔지니어링 지원
- 이경원 – 디지털 편집 (트랙 1, 6, 7)
- 이어택 – 녹음 및 보컬 디렉션 (트랙 1, 2, 6, 7), 보컬 프로덕션 (트랙 1, 7)
- 서은일 – 녹음 (트랙 1, 4, 5, 7)
- 임찬미 – 녹음 (트랙 1, 7)
- 숀 "소스" 재럿 – 메건 디 스탤리언 녹음 (트랙 1)
  - 도미니크 "쿠키스도프" 쿡 – 엔지니어링 지원 (트랙 1)
  - 딜런 스펜스 – 엔지니어링 지원 (트랙 1)
  - 트리니티 "옥스" 월퍼드 – 엔지니어링 지원 (트랙 1)
- 레슬리 브레이스웨이트 – 메건 디 스탤리언 믹싱 (트랙 1)
- 이태섭 – 믹싱 (트랙 1, 7)
- 구혜진 – 디지털 편집 (트랙 2)
- 곽보은 – 녹음 (트랙 2, 6), 디지털 편집 (트랙 4)
- 박은정 – 믹싱 (트랙 2), 디지털 편집 (트랙 5)
- C'Sa – 디지털 편집, 보컬 디렉션 (트랙 3)
- 이창훈 – 녹음 (트랙 3)
- 임홍진 – 믹싱 (트랙 3, 5)
- 소피아 패 – 보컬 디렉션 (트랙 4, 5)
- 최혜진 – 믹싱 (트랙 4)
- 엄세희 – 믹싱 (트랙 6)

## 차트
| 차트 (2024)                       | 최고 순위 |
| --------------------------------- | --------- |
| 벨기에 앨범 (울트라탑 플랑드르)   | 143       |
| 벨기에 앨범 (울트라탑 왈로니아)   | 90        |
| 크로아티아 국제 음반 (HDU)        | 10        |
| 독일 앨범 (Offizielle 탑 100)     | 56        |
| 그리스 음반 (IFPI 그리스)         | 52        |
| 헝가리 실물 음반 (MAHASZ)         | 11        |
| 일본 앨범 (오리콘)                | 2         |
| 일본 통합 음반 (오리콘)           | 2         |
| 일본 핫 앨범 (빌보드 재팬)        | 11        |
| 대한민국 음반 (써클 차트)         | 1         |
| 스위스 앨범 (슈바이처 히트파라데) | 47        |
| 영국 디지털 앨범 (OCC)            | 6         |
| 미국 빌보드 200                   | 4         |

| 차트 (2024)          | 순위 |
| -------------------- | ---- |
| 일본 음반 (오리콘)   | 11   |
| 대한민국 음반 (써클) | 2    |

| 차트 (2024)          | 순위 |
| -------------------- | ---- |
| 대한민국 음반 (써클) | 28   |

## 인증
| 국가                       | 인증        | 판매량/출하량 |
| -------------------------- | ----------- | ------------- |
| 대한민국 (KMCA)            | 3× 플래티넘 | 750,000^      |
| ^출하량을 기반으로 한 인증 |             |               |